# Мензбір Михайло Олександрович
Миха́йло Олекса́ндрович Мензбі́р (рос. Мензбир Михаил Александрович; 23 жовтня (4 листопада) 1855 — 1935) — російський та радянський зоолог і зоогеограф, засновник російської орнітології та порівняльної анатомії, дійсний член АН СРСР. Професор і ректор Московського університету (1917—1919).

## Біографія
Народився 23 жовтня (4 листопада за н. с.) 1855 року у небагатій дворянській сім'ї в Тулі. Його батько був судовим слідчим, мати — Ольга Юліанівна, померла від туберкульозу, коли Михайлу Мензбіру було 11 років. Пізніше він жив за підтримки діда, гроші від багатої мачухи (другої дружини батька) брати відмовився.
У 1874 р. молодий Мензбір успішно закінчив Тульську гімназію та був нагороджений срібною медаллю. У цьому ж році він вступив на природниче відділення фізико-математичного факультету Московського університету.
Серед його університетських вчителів були М. О. Сєверцов, Я. А. Борзенков, С. А. Усов та інші. У 1878 р. М. О. Мензбір закінчив університет з золотою медаллю за роботу про морфологію двокрилих та був залишений при університеті для підготовки до професорського звання.
У 1882 р. захистив дисертацію на ступінь магістра зоології на тему «Орнітологічна географія Європейської Росії», яка стала класичною роботою у галузі зоогеографії. Після цього був направлений Міністерством освіти у дворічне закордонне відрядження, під час якого працював у зоологічних музеях Граца, Відня, Лейдена, Брюсселя, Парижу і Лондона.
У 1884 р. був затверджений доцентом кафедри порівняльної анатомії Московського університету та почав читати курси для студентів.
У 1866 р. захистив дисертацію на ступінь доктора зоології на тему «Порівняльна остеологія пінгвінів».
У 1887 р. був обраний екстраординарним, а в 1898 р. ординарним професором по кафедрі зоології та порівняльної анатомії Московського університету.
Член-кореспондент (1896), почесний член (1926) та дійсний член (1929) АН СРСР. Професор Московського університету (з 1886 р.). У 1906 р. він був обраний на посаду помічника ректора університету (1906—1911).
У 1911 р. залишив університет (разом з ректором Мануйловим, В. І. Вернадським та проректором Мінаковим) на знак протесту проти вторгнення поліції у стіни університету при придушенні студентських «безпорядків» та на знак протесту проти порушення автономії вищої школи реакційною політикою міністра народної освіти Л. А. Кассо.
У 1911—1917 рр. — професор московських Вищих жіночих курсів та Народного університету ім. А. Л. Шанявського.
У 1917 р. повернувся до університету. Ректор Московського університету (1917—1919).
У 1917 р. створив лабораторію зоогеографії та порівняльної анатомії МДУ (завідував в 1917—1939). Організував лабораторії зоогеографії Академії наук (1930). Організатор і директор Інституту і музею порівняльної анатомії Московського університету (1901—1911).
У 1915—1935 рр. М. О. Мензбір був Президентом Московського товариства дослідників природи, членом якого він був з 1880 р. Крім того, М. О. Мензбір був членом багатьох російських та іноземних наукових товариств: Зоологічного товариства Франції (1884), Американської орнітологічної спілки (1884), Лондонського зоологічного товариства, Британського орнітологічної спілки (1884), Німецької орнітологічної спілки (1930) та інших.
З 1932 р. М. О. Мензбір тяжко хворів. Пішов з життя 10 жовтня 1935 року у Москві, похований на Введенському цвинтарі.

## Основні напрямки наукової діяльності
М. О. Мензбір був головою російської школи зоологів, серед його учнів видатні вчені, у тому числі М. К. Кольцов (автор ідеї матричного синтезу), С. С. Четвериков (генетик-еволюціоніст), С. А. Огнев (один із засновників теріології, професор), П. П. Сушкін (орнітолог, зоогеограф, палеонтолог, академік), Д. П. Філатов (засновник одного з напрямків російської ембріологічної школи), А. Ф. Котс (засновник Дарвінівського музею в Москві, популяризатор дарвінізму, орнітолог), І. І. Пузанов (український зоолог, зоогеограф), Д. Н. Кашкаров (дослідник пустель Середньої Азії).
Автор класичних робіт з орнітології. Ним була зібрана велика колекція птахів з території Російської імперії, яка зберігається Зоологічному музеї МДУ та написане перше зведення про птахів усієї земної кулі (перша книга про світову орнітофауну російською мовою).
У галузі біогеографії М. А. Мензбір розробив поділ Палеарктики на 6 зоогеографічних зон (тундра, тайга, острівні ліси, степ, узбережжя і острови, пустелі) та приймав як основні 6 зоогеографічних областей: Австралійської, Неотропічної, Ефіопської, Східної, Неоарктичної та Палеарктичної. При цьому Палеарктична область була ним розділена на Китайсько-Гімалайську, Сереземноморсько-Азійську та Європейсько-Сибірську підобласті. Серед теоретичних питань біогеографії увів термін «орнітогеографія», а також не бачив необхідності виділяти окремо фіто- і зоогеографію.
М. А. Мензбіра вважають засновником російської школи порівняльної анатомії. У цій області виділяється його докторська дисертація «Порівняльна остеологія пінгвінів по відношенню до основних підрозділів класу птахи» (1855), яка, по суті, є однією з перших робіт з порівняльної анатомії хребетних.
Мензбір був відомий також як пропагандист ідей Ч. Дарвіна, присвятив проблемам еволюції та дарвінізму близько 20 робіт
Разом з К. А. Тімірязевим був активним борцем за ідеї дарвінізму в Росії. У 1925—1929 рр. за редакцією Михайла Олександровича вийшло чотиритомне видання творів Ч. Дарвіна російською мовою, в якому Мензбір був автором частини перекладів. Він також переклав «Дарвінізм» А. Воллеса (у двох виданнях, 1896 і 1911) та «Походження видів» Ч. Дарвіна (1926).
М. О. Мензбір також займався перекладами керівництв з порівняльної анатомії та зоології Відесгейма, Т. Гекслі, Д. Кінгслі, Дж. Паркера, Е. Перрьє, А. Воллеса, М. Ферворна, В. Гасвелля та ін.

## Нагороди
М. О. Мензбір нагороджений Орденом Святого Володимира III ступеня, Орденом Святої Анни II ступеня, Орденом Святого Станіслава II ступеня, медаллю «В память царствования Императора Александа III», медаллю «В память коронации Императора Николая II», медаллю «В память 300-летия царствования дома Романовых».

## Пам'ять
Всесоюзне орнітологічне товариство, яке існувало протягом 1983—1991 рр., у 1992 р. було реорганізоване та назване на честь М. О. Мензбіра — Мензбіровське орнітологічне товариство.
Зоолог Д. Н. Кашкаров відкрив у горах на заході Тянь-Шаню новий вид гризунів, який був названий на честь вчителя — сурок Мензбіра (Marmota menzbieri, Kashkarov).

## Основні роботи
- Мензбир М. А. Орнитологическая география Европейской России. Ч. 1. — М.: Унив. тип. (М. Катков), 1882. — 524 с. — (Уч. зап. Моск. ун-та. Отд. естеств.-истор.; вып. 2—3). [Ч. 2 не существует.]
- Мензбир М. А. Дарвинизм в биологии и близких к ней науках, М., 1886
- Мензбир М. А. Птицы России, вып. 1—7. — М., 1893—1895.
- Мензбир М. А. Охотничьи и промысловые птицы Европейской России и Кавказа. Т. 1—2. — М., 1900—1902.
- Мензбир М. А. Птицы. — СПб.: Брокгауз-Ефрон, 1904—1909.
- Мензбир М. А. Зоогеографический атлас: 30 таблиц рисунков, иллюстрирующих животное население суши земного шара по зоологическим областям, с объяснительным текстом и картой зоологических областей. — М.: М. и С. Сабашниковы, 1912. — 16 с., 31 л. цвет. илл.
- Мензбир М. А. Объяснительный текст к Зоогеографическому атласу. — М.: М. и С. Сабашниковы, 1912. — 32 с.
- Мензбир М. А. Птицы (Aves). Falconiformes. Фауна России и сопредельных стран, преимущественно по коллекциям Зоологического Музея Императорской Академии Наук. Том 6. (С 5 таблицами и 17 рисунками в тексте). — Петроград: Тип. Имп. АН, 1916. — 344 c.
- Мензбир М. А. Великий ледниковый период Европы (Век мамонта и пещерного человека). Пг., 1923
- Первые 65 лет в истории теории подбора, 1926
- Мензбир М. А. За Дарвина (Сб. статей), М. — Л., 1927
- Мензбир М. А. Миграции птиц с зоогеографической точки зрения: научно-популярный очерк. — М.; Л.: Биомедгиз, 1934. — 109 с.
- Мензбир М. А. Очерк истории фауны Европейской части СССР: (от начала третичной эры). — М.; Л.: Биомедгиз, 1934. — 223 с.